# Přítluky
Přítluky (en allemand : Prittlach) est une commune du district de Břeclav, dans la région de Moravie-du-Sud, en République tchèque. Sa population s'élevait à 799 habitants en 2020.

## Géographie
Přítluky se trouve à 14 km au nord-ouest de Břeclav, à 40 km au sud-sud-est de Brno et à 217 km au sud-est de Prague.
La commune est limitée par Zaječí à l'ouest et au nord, par Rakvice à l'est, par Lednice et Bulhary au sud. Le quartier de Nové Mlýny forme une exclave à l'ouest de la section principale de la commune ; elle est limitée par Šakvice au nord, par Rakvice à l'est, par Bulhary au sud et par Milovice à l'ouest.

## Histoire
La première mention écrite de la localité date de 1222.